# Maurits Coppieters
Maurits Coppieters (Sint-Niklaas, 14 mei 1920 - Deinze, 11 november 2005) was een Belgisch politicus voor de Volksunie.

## Levensloop
Maurits Coppieters was zoon van Romain Casimir Coppieters en zijn tweede vrouw Maria Coleta Pannekoek. Hij volgde humaniora aan het Klein Seminarie van Sint-Niklaas. Op zijn twaalfde werd hij lid van het Vlaams Verbond van Katholieke Scouts. Van 1938 tot 1942 studeerde hij geschiedenis aan de Rijksuniversiteit Gent. In 1970 promoveerde hij via de Centrale Examencommissie tot doctor in de rechten en in 1983 behaalde hij een master in de Oost-Europakunde aan de Rijksuniversiteit Gent.
Tijdens de Tweede Wereldoorlog dook hij als werkweigeraar onder. Na de oorlog was hij jarenlang werkzaam in het onderwijs: van 1945 tot 1946 was hij studiemeester-lesgever aan het Koninklijk Atheneum van Ronse, van 1946 tot 1947 leraar aan het Koninklijk Atheneum van Antwerpen, van 1947 tot 1948 leraar aan het Koninklijk Atheneum van Deinze en van 1948 tot 1958 leraar aan de Rijkshogere Technische en Handelsschool in Gent, waar hij vanaf 1958 tot 1965 adjunct-directeur werd. In 1970 schreef hij zich als stagiair-advocaat in aan de Balie van Dendermonde. Vanaf 1974 was hij volwaardig advocaat aan deze balie.
Hij werd een morele autoriteit in de naoorlogse Vlaamse Beweging. Hij was onder andere een van de oprichters van de Vlaamse Volksbeweging (VVB), waarvan hij van 1957 tot 1963 de eerste voorzitter was. Tevens was hij van 1948 tot 1956, in opvolging van Maurits van Haegendoren, verbondscommissaris van het VVKS en werd er van 1956 tot 1965 verbondsvoorzitter. Ook was hij samen met pater Jos Burvenich redacteur van Jeugdlinie, de jeugdpagina van het weekblad De Vlaamse Linie. Bovendien was hij de stichter en werd hij de eerste voorzitter van de Jonge Gezinnen Actie, zetelde hij van 1959 tot 1965 in de Kultuurraad voor Vlaanderen, trad hij in 1954 toe tot het Verbond van het Belgisch Verzet en was hij vanaf 1959 lid van de adviesredactie van het tijdschrift Kultuurleven.
De uitzichtloosheid van de buitenparlementaire actie en de ontgoocheling over de taalwetgeving van 1963 brachten Coppieters in de politiek. Zelfbestuur voor Vlaanderen was voor Coppieters niet los te denken van de vernieuwing van de Vlaamse samenleving. Openheid tegenover de ontwikkelingen in de wereld en het doorbreken van de verzuiling waren voor hem daarvoor een conditio sine qua non. Zijn zogenaamde bevrijdingsnationalisme plaatste de Vlaamse Beweging in het ruimere kader van de strijd van de verdrukte volken van de derde wereld. Hij ontplooide zijn politieke carrière bij de Volksunie vanaf 1963.
Coppieters droeg rond 1970 in belangrijke mate bij tot de ideologische verruiming van de Volksunie door de organisatie van partijcongressen over politiek pluralisme, de rechten van de vrouw, milieuproblematiek en ontwikkelingssamenwerking. Hij werd het boegbeeld van de progressieve vleugel in de partij en was van 1967 tot 1979 ook directeur van het Vormingscentrum Lodewijk Dosfel. Als medestichter van het Vlaams Internationaal Centrum wilde hij in de Vlaamse Beweging ook de interesse voor de Europese integratie en ontwikkelingssamenwerking bevorderen.
Van 1964 tot 1968 was Coppieters voor de Volksunie gemeenteraadslid van Sint-Amandsberg. Daarna was hij van 1970 tot 1976 gemeenteraadslid van Nieuwkerken-Waas. Na de fusie met Sint-Niklaas was hij daar van 1976 tot 1982 gemeenteraadslid. Daarenboven zetelde hij van 1965 tot 1971 voor het arrondissement Sint-Niklaas in de Kamer van volksvertegenwoordigers, waar hij een belangrijke rol speelde bij de totstandkoming van de wetgeving in verband met de technische ingenieurs. Van 1971 tot 1979  zetelde hij in de Belgische Senaat: van 1971 tot 1974 en van 1978 tot 1979 als provinciaal senator voor Oost-Vlaanderen en van 1974 tot 1978 als rechtstreeks gekozen senator in het arrondissement Dendermonde-Sint-Niklaas. Als gevolg van het toen bestaande dubbelmandaat zetelde hij van december 1971 tot november 1979 eveneens in de Cultuurraad voor de Nederlandse Cultuurgemeenschap. Van 1972 tot 1976 en van april tot november 1979 was hij er fractievoorzitter van de Volksunie en van juni 1977 tot april 1979 voorzitter. Vanaf 30 januari 1991 mocht hij zich erevoorzitter noemen, een eretitel die hem werd toegekend door het Bureau (dagelijks bestuur) van de toenmalige Vlaamse Raad.
Van 1979 tot 1981 zetelde Coppieters in het Europees Parlement. In deze periode was hij medestichter van de Europese Vrije Alliantie (EVA), een samenwerkingsverband van autonomistische en federalistische partijen. In 1981 kwam zijn parlementaire loopbaan ten einde, waarna hij actief was in de vredesbeweging en van 1984 tot 1986 voorzitter was van het Archief en Documentatiecentrum voor het Vlaams Nationalisme. Tevens was hij van 1983 tot 1989 voorzitter van het Nationaal Centrum voor Ontwikkelingssamenwerking. In 1989 nam hij ontslag uit de Volksunie, omdat hij ontgoocheld was dat de partij niet bereid bleek het destijds door de congressen aangenomen partijprogramma waar te maken.
In 1996 richtte hij samen met de socialist Norbert De Batselier de beweging het Sienjaal op, met het oog op een bundeling van alle progressieve krachten in Vlaanderen. Het praktisch rechtvaardiger maken van het OCMW was het voornaamste doel.
In mei 2005 besliste de EVA om haar toekomstige Europese politieke stichting naar Maurits Coppieters te noemen. Later dat jaar stierf Coppieters en maakte niet meer mee hoe in 2007 een Europese Maurits Coppieters stichting werd opgestart.
Op 10 november 2009, bijna vier jaar na zijn dood, werd in het Vlaams Parlement een boek voorgesteld gewijd aan Maurits Coppieters, uitgegeven door het ADVN: Het Laatste Jaar van de Klaproos. Historici, medestanders en vrienden staan er stil bij de figuur van Maurits Coppieters.

## Trivia
Maurits was gehuwd met Maria Van Boven en vader van drie kinderen : Kris, Annemie (een tijdlang presentatrice op Radio 2) en Lieven, onder zijn voornaam bekend als kleinkunstzanger.